# سيدي محمد دليل
سيدي محمد دليل هي قرية أمازيغية جبلية مغربية وسط المملكة. تنتمي سيدي محمد دليل لإقليم شيشاوة. تضم هذه القرية 4.749 نسمة (إحصاء 2004).